# Lorenzo Ridolfi
Lorenzo Ridolfi, latinizzato come Laurentius de Rodulphis (Firenze, 1362 – Firenze, 1443), è stato un giurista, politico e diplomatico italiano della Repubblica di Firenze.

## Biografia

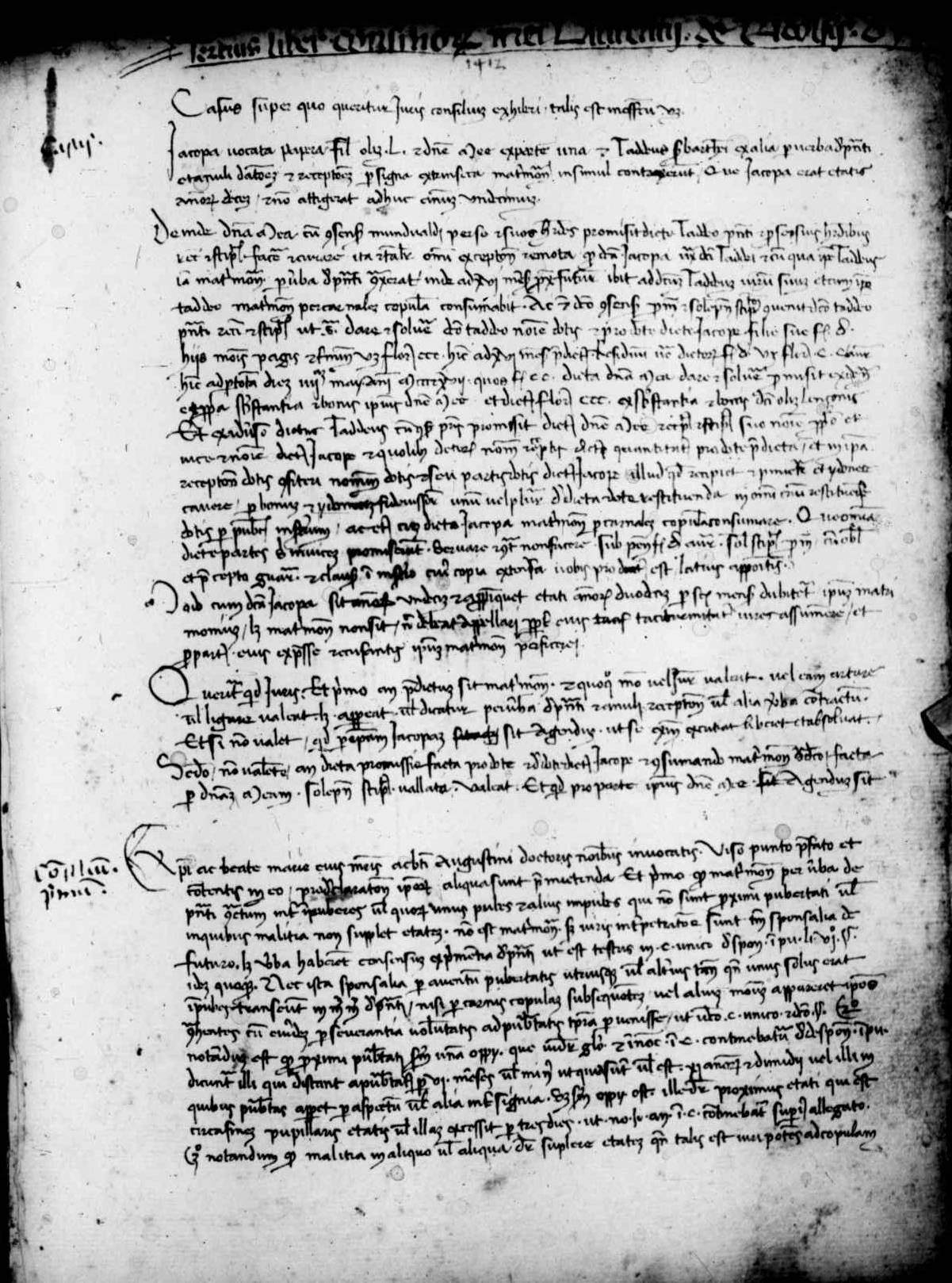
Consiliorum liber tertius, manoscritto autografo, 1412-1419. Firenze, Biblioteca Nazionale Centrale, Fondo Nazionale, ms. II.III.370.

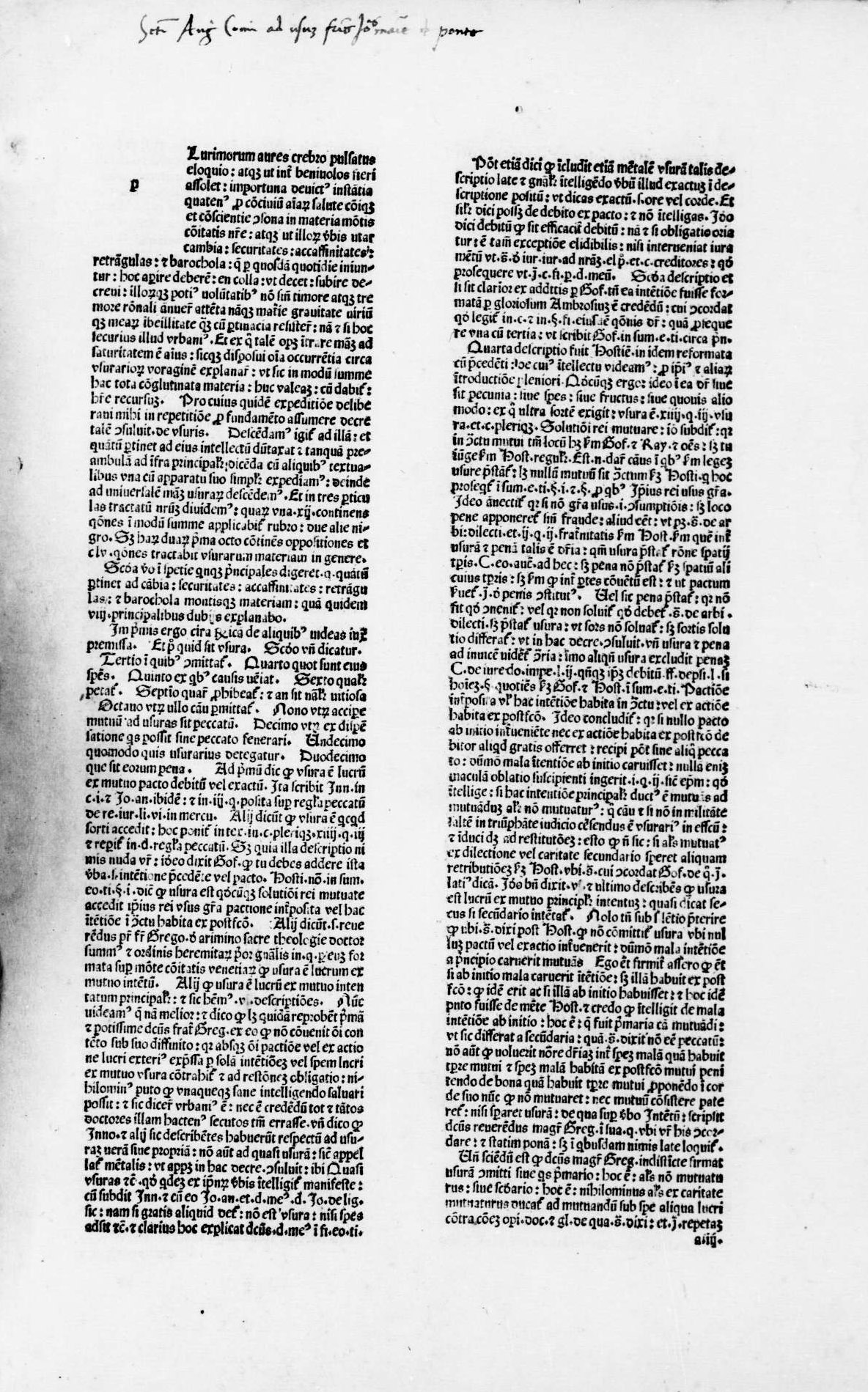
De usuris, 1490.

Nacque nel 1362 a Firenze, figlio del mercante Antonio Ridolfi (morto nel 1385), discendente del capostipite Ridolfo e proveniente dalla Val di Pesa, attivamente impegnato nella politica fiorentina nel partito dei guelfi e per questo più volte perseguitato, fino a essere esiliato.
Lorenzo studiò dapprima arti liberali a Firenze, avendo tra i suoi insegnanti Coluccio Salutati e appassionandosi agli autori classici e ai libri rari; frequentò quindi l'Università di Bologna per circa sei anni a partire dal 1381, assistendo alle lezioni dei maestri del diritto canonico dell'epoca tra cui Gaspare Calderini, Giovanni Fantuzzi, Giovanni da Legnano e in particolare il successore di quest'ultimo, Lorenzo di Pino. Nel 1387 conseguì il dottorato prima in diritto civile e poi in diritto canonico.
Dopo alcuni mesi, nei quali fece da lettore all'università bolognese, tornò in patria per sposare Caterina Barucci detta Pichina, in un matrimonio combinato dal fratello, e continuare a insegnare.
Dal 1393 in poi, mentre le sorti politiche ed economiche della famiglia Ridolfi si risollevavano, Lorenzo ebbe incarichi politici sempre più rilevanti: fu inviato come ambasciatore di Firenze presso papa Bonifacio IX e nel 1394 divenne priore delle Arti di Firenze, ricoprendo negli anni successivi tutte le maggiori magistrature cittadine.
Nel 1402 scrisse la sua opera più importante, il trattato De usuris et materia Montis; negli anni successivi abbandonò l'attività accademica per dedicarsi alle più remunerative consulenze. Partecipò a varie missioni diplomatiche, allo scopo di contrastare la crescente potenza del ducato di Milano ed espandere i territori di Firenze, culminate con l'alleanza stretta con la Repubblica di Venezia. Ridolfi ebbe inoltre un ruolo di rilievo nella predisposizione del Concilio di Pisa del 1409, indetto per comporre lo scisma d'Occidente.
Morì nel 1443 a Firenze.

## Opere
- (LA) De usuris, Pescia, Bastiano Orlandi & Raffaele Orlandi, 1490.

### Manoscritti
- Tractatus de usuris cum quaestione montis communis de Florentia, XIV secolo, Firenze, Biblioteca Nazionale Centrale, Fondo Nazionale, ms. II.III.366.
- Consiliorum liber tertius (autografo), 1412-1419, Firenze, Biblioteca Nazionale Centrale, Fondo Nazionale, ms. II.III.370.
- Repertorium iuris (autografo), XIV secolo, Firenze, Biblioteca Nazionale Centrale, Fondo Magliabechiano, Magl. Cl. XXIX.171.